# Shivering Spines
Shivering Spines var en svensk popgrupp från Jönköping 1988-1994. Deras musik är en blandning av irländsk folkmusik, jazz, pop och rock. Shivering Spines korades av skivbolaget PolyGram till "årets rockband 1990" och gav ut en singel på bolaget. 
1993, efter många turer med PolyGram, kom bandets debutalbum, Garlic Escargots. I och med Garlic Escargots fick Shivering Spines ett uppsving både vad gäller konserter, spelningar i riksradion och bra recensioner i tidningar som Pop, Sound Affects och Backstage. Videon till låten Lying Awake har spelats i MTV:s 120 minutes, PM (SVT) och TV2.
Shivering Spines har mest spelat på mindre klubbar och studenthak men har även gästat Dalarock-90, Hultsfredsfestivalen-91, Hultsfredsfestivalen-93 och Påskfestivalen-93 i Köpenhamn. 

## Diskografi
Desert Hum / Power
(7", Tilt Records, Spines 001, -89)
Judas Kiss / Pros and Cons of Convertible Homes
(7", Tilt Records, Spines 002, -90)
Live Kulturhuset 14 sept-91
(MC, Tilt Records, Spines 003, -91)
Heaven is.../ The Night Before Today
(7"/CD, PolyGram, 866750-7, -92)
Garlic Escargots
(CD, Brimstone Production, BRCD 9301, -93)
Sunny Side / A Dog´s Life (Digitalt, Brimstone Production, -92)

## Filmografi
Heaven is...
(från CD-singel Heaven is.../ The Night Before Today, PolyGram -92)
December Live
(live från Kåren Jönköping, Brimstone Prod. BRVD 9212, -92)
Lying Awake
(från skivan Garlic Escargots, Brimstone Production, BRVD 9306, -93)

## Glimtar ur historien
26 november 1988
Shivering Spines första konsert skedde på ett studentställe, Lunds nation i Lund.
15 augusti 1989
Bandet släpper sin första 7" singel, Desert Hum / Power.
16 april 1990
Shivering Spines andra 7" singel, Judas Kiss / Pros & Cons of convertible Homes. Judas Kiss spelades mycket på radio och b-sidan blev en live-klassiker.
6 maj 1990
Shivering Spines vann PolyGrams rocktävling "Rockband of the year-90". Shivering Spines fick skivkontrakt med PolyGram och en utlovad turné
18 maj 1990
Shivering fick kulturpriset i Jönköping.
30 juni 1990
Festivalkonsert på "Dalarock" i Hedemora, Sverige.
31 december 1990
Desert Hum blev ett nummer i kommunalskratts revy.
9 augusti 1991
Shivering Spines spelar på "Hultsfredsfestivalen 91".
14 september 1991
Liveinspelning på Kulturhuset i Jönköping
16 juni 1992
PolyGram släpper CD and 7" singel Heven is... /The Night Before Today.
9 oktober 1992
Shivering Spines spelar på "Oktober-Orgie Festival" i Köpenhamn, Danmark.
11 mars 1993
Shivering Spines spelar återigen i Danmark på "Påskøls-Festival" in Kopenhagen.
2 april 1993
Radiokonsert tillsammans med Little Mike och Stig Vig (Dag Vag).
3 juni 1993
Stor släppfest för Shivering Spines CD, Garlic escargotes. Inspelning av videon till "lying wake".
14 augusti 1993
Shivering Spines konsert på "Hultsfredsfestivalen 93".
14 september 1993
Videon "lying awake" spelas på SVT och veckan senare på MTV 120-Minutes.
26 november 1993 Studenterhuset i Köpenhamn
30 juli 1994
"Sommerfestival" i Morbaerhaven, Denmark.